# 이기종 컴퓨팅
이기종 컴퓨팅(heterogeneous computing)은 하나 이상의 프로세서 또는 코어를 사용하는 시스템을 가리킨다. 이러한 시스템들은 특정한 작업을 수행하기 위해 동일한 종류의 프로세서를 장착하지 않고 유사하지 않은 코프로세서를 장착함으로써 성능 또는 에너지 효율성을 얻는다.

## 예시 플랫폼
- 고성능 컴퓨팅
  - 크레이 XD1
  - SRC 컴퓨터 SRC-6 및 SRC-7
- 임베디드 시스템 (DSP 및 모바일 플랫폼)
  - 텍사스 인스트루먼트 OMAP
  - 아날로그 디바이스 블랙핀
  - 퀄컴 스냅드래곤
  - 엔비디아 엔비디아 테그라
  - 삼성그룹 삼성 엑시노스
  - 애플 "A" 시리즈
  - 하이실리콘 기린 SoC
  - 미디어텍 SoC
- 재구성 가능한 컴퓨팅
  - 자일링스 플랫폼 FPGAs (Virtex-II Pro, Virtex 4 FX, Virtex 5 FXT), Zynq 플랫폼
  - 인텔 "Stellarton" (Atom + 알테라 FPGA)
- 네트워킹
  - 인텔 IXP 네트워크 프로세서
  - Netronome NFP 네트워크 프로세서
- 범용 컴퓨팅, 게이밍, 엔터테인먼트 장치
  - 인텔 샌디브리지, 아이비브리지, 하스웰 CPU
  - AMD Excavator 및 라이젠 APU
  - IBM 셀(플레이스테이션 3에서 볼 수 있음)[2]
    - SpursEngine: IBM 셀 프로세서의 일종

  - 이모션 엔진 (플레이스테이션 2)
  - ARM big.LITTLE/DynamIQ  CPU 아키텍처

## 같이 보기
- 이기종 시스템 아키텍처
- GPGPU
- MPSoC
- big.LITTLE/DynamIQ